# Anopsicus chickeringi
Anopsicus chickeringi is een spinnensoort uit de familie trilspinnen (Pholcidae). De soort komt voor in Panama. 